# كريس كامان
كريس كامان مواليد 28 أبريل 1982، هو لاعب كرة سلة ألماني بدأ مسيرته الاحترافية في سنة 2003 يلعب مع فريق بورتلاند ترايل بلايزرز في الرابطة الوطنية لكرة السلة ويحمل الرقم 35. يبلغ طوله 7 قدم 0 بوصة (2.1 م).

## فرق لعب لها
- لوس أنجلوس كليبرز
- نيو أورلينز بيليكانز
- دالاس مافيريكس
- لوس أنجلوس ليكرز
- بورتلاند ترايل بلايزرز

## روابط خارجية
- كريس كامان على موقع الاتحاد الدولي لكرة السلة (الإنجليزية)
- كريس كامان على موقع إن بي أي (الإنجليزية)
- كريس كامان على موقع سبورتس رفرنس (الإنجليزية)
- كريس كامان على موقع كرة السلة الأوروبية.كوم (الإنجليزية)
- كريس كامان على موقع إي إس بي إن.كوم (الإنجليزية)
- كريس كامان على موقع كلية كرة السلة في سبورتس رفرنس.كوم (الإنجليزية)
- كريس كامان على موقع ريلجم (الإنجليزية)
- كريس كامان على موقع بروبوليرز (الإنجليزية)
- كريس كامان على موقع سبورتس رفرنس (الإنجليزية)
- كريس كامان على موقع أوليمبيديا (الإنجليزية)